# Diribe Welteji
Diribe Welteji Kejelcha (amharisch ድርቤ ወልተጂ; * 13. Mai 2002 in der West-Shewa-Zone, Oromia) ist eine äthiopische Leichtathletin, die sich auf den Mittelstreckenlauf spezialisiert hat. 2023 wurde sie in Budapest Vizeweltmeisterin im 1500-Meter-Lauf.

## Sportliche Laufbahn
Erste internationale Erfahrungen sammelte Diribe Welteji bei den U20-Weltmeisterschaften 2018 in Tampere, bei denen sie in neuem Meisterschaftsrekord von 1:59,74 min die Goldmedaille gewann. Zudem schied sie mit der äthiopischen 4-mal-400-Meter-Staffel mit 3:39,29 min im Vorlauf aus. Im Jahr darauf siegte sie in 4:11,59 min im 1500-Meter-Lauf bei den Juniorenafrikameisterschaften in Abidjan. Ende August belegte sie bei den Afrikaspielen in Rabat in 2:04,20 min den vierten Platz über 800 Meter. Anschließend gelangte sie bei den Weltmeisterschaften in Doha bis ins Halbfinale über 800 m und schied dort mit 2:02,69 min aus. 2021 nahm sie im 1500-Meter-Lauf an den Olympischen Spielen in Tokio teil, schied dort aber mit 4:10,25 min in der ersten Runde aus. Anschließend gewann sie bei den U20-Weltmeisterschaften in Nairobi in 4:16,39 min die Silbermedaille.
2022 siegte sie in 4:01,50 min über 1500 Meter beim Kip Keino Classic und anschließend in 3:59,19 min beim Ostrava Golden Spike, sowie kurz darauf in 3:59,48 min beim Meeting International de Montreuil. Über 800 Meter siegte sie Anfang Juni in 1:58,28 min beim Memoriał Janusza Kusocińskiego und startete über diese Distanz bei den Weltmeisterschaften in Eugene, bei denen sie mit 1:57,02 min im Finale den vierten Platz belegte. Anschließend siegte sie in 3:56,91 min über 1500 Meter beim Memoriał Kamili Skolimowskiej sowie in 1:59,33 min über 800 Meter beim Gyulai István Memorial. Im Jahr darauf wurde sie bei der Doha Diamond League in 3:59,34 min Zweite über 1500 Meter und anschließend siegte sie in 3:57,84 min beim USATF Los Angeles Grand Prix sowie in 3:57,38 min beim Ostrava Golden Spike. Bei der Bauhaus-Galan wurde sie in 4:02,79 min Zweite und beim Memoriał Kamili Skolimowskiej wurde sie in 3:55,08 min Dritte. Im August sicherte sie sich bei den Weltmeisterschaften in Budapest mit 3:55,69 min im Finale die Silbermedaille hinter der Kenianerin Faith Kipyegon. Beim Prefontaine Classic wurde sie in 3:53,93 min Zweite. 2024 belegte sie bei den Hallenweltmeisterschaften in Glasgow in 4:03,82 min den fünften Platz. Im Mai siegte sie in 3:55,25 min beim USATF Los Angeles Grand Prix sowie anschließend in 3:53,75 min beim Prefontaine Classic. Im August belegte sie bei den Olympischen Sommerspielen in Paris in 3:52,75 min im Finale den vierten Platz. Daraufhin siegte sie bei der Athletissima in 8:21,50 min über 3000 Meter sowie beim Memoriał Kamili Skolimowskiej in 3:57,08 min über 1500 Meter. Beim Memorial Van Damme wurde sie in 3:55,25 min Zweite.
2025 gewann sie bei den Hallenweltmeisterschaften in Nanjing in 3:59,30 min die Silbermedaille über 1500 Meter hinter ihrer Landsfrau Gudaf Tsegay.

## Persönliche Bestzeiten
- 800 Meter: 1:57,02 min, 24. Juli 2022 in Eugene
  - 800 Meter (Halle): 2:02,64 min, 10. Februar 2019 in Liévin
- 1500 Meter: 3:52,75 min, 10. August 2024 in Paris
  - 1500 Meter (Halle): 3:55,47 min, 6. Februar 2024 in Toruń
  - Meile (Halle) 4:23,76 min, 27. Januar 2024 in Astana
- 3000 Meter: 8:21,50 min, 22. August 2024 in Lausanne
  - 3000 Meter (Halle): 8:33,44 min, 4. Februar 2023 in Val-de-Reuil